# Pierre Bourdieu
Pierre Félix Bourdieu (pronunciado /pjɛʁ buʁdjø/; en occitano: Pèir Bordièu, pronunciado [pɛjɾ buɾdjɛw]; Denguin, 1 de agosto de 1930-París, 23 de enero de 2002) fue un sociólogo francés, uno de los más destacados representantes de la época contemporánea. Logró reflexionar sobre la sociedad, introdujo o rescató baterías de conceptos e investigó en forma sistemática lo que suele parecer trivial como parte de nuestra cotidianidad. Al final de su vida se convirtió, por su compromiso público, en uno de los principales actores de la vida intelectual francesa. Su pensamiento ha ejercido una influencia considerable en la conciencia humana y social, en especial de la sociología francesa de posguerra. Caracterizó su modelo sociológico como «constructivismo estructuralista». Aunque algunos han querido ver en su sociología un determinismo social, el propio Bourdieu rechazó esa lectura, tanto en su obra como en sus intervenciones públicas.
Para Bourdieu, el conflicto no se reduce únicamente a los conflictos entre clases sociales, tal como proponen los análisis marxistas. Su obra está dominada por un análisis sociológico de los mecanismos de reproducción social. Bourdieu hace hincapié en la importancia del capital cultural y simbólico en esta reproducción y critica la primacía otorgada a los factores económicos. Quiere destacar que la capacidad de los agentes en posición dominante para imponer sus producciones culturales y simbólicas desempeña un papel esencial en la reproducción de las relaciones sociales de dominación. Lo que Pierre Bourdieu llama violencia simbólica, es de gran importancia en su análisis sociológico.
Bourdieu ha desarrollado una teoría de la acción, en torno al concepto de habitus, que ha ejercido gran influencia en las ciencias sociales. Esta teoría trata de demostrar que los agentes sociales desarrollan estrategias, sobre la base de disposiciones adquiridas por la socialización, el bien y el inconsciente, se adaptan a las necesidades del mundo social. Su trabajo está ordenado en torno a una serie de conceptos rectores, entre otros: el habitus como principio de acción de los agentes, campos como ámbitos de competición social y violencia simbólica, como mecanismo fundamental de imposición de las relaciones de dominación.

## Biografía
Pierre Bourdieu nació en 1930 en una aldea de Bearne, en los Pirineos Atlánticos. Fue hijo de Noémie Duhau y Albert Bourdieu. Su padre, descendiente de campesinos bearneses, era cartero rural. Su madre tenía una procedencia social similar, aunque algo superior al provenir de un linaje de propietarios en Lasseube. Fue hijo único de la pareja. La provincia en la que nació Bourdieu, exhibía para la época una situación culturalmente marginal dentro de Francia, debido al predominio del uso de una lengua regional, el occitano, en su variante bearnesa. Aun siendo criado dentro de este entorno agrario y de haber adquirido los mismos hábitos pueblerinos de sus compañeros, desde el inicio de la escolaridad Bourdieu sintió las contradicciones de no pertenecer del todo a la cultura dominante.

### Estudios
Fue un excelente estudiante del Liceo Louis-le-Grand (1948-1951). Uno de sus profesores, egresado de la Escuela Normal Superior de París, le aconsejó inscribirse en las clases preparatorias literarias en el mismo instituto en 1948. Admitido en la Escuela Normal Superior de la calle Ulm, 1951, fue llamado por sus compañeros por su segundo nombre, Félix, poco a poco recuperó a sus antiguos compañeros de la preparatoria como Jacques Derrida y Louis Marin. Si bien la escena filosófica francesa está dominada por la figura de Jean-Paul Sartre y el existencialismo, Bourdieu reaccionó como muchos de su generación de normalista orientada hacia el estudio de las «corrientes dominantes» en el campo filosófico: el polo de la historia de la filosofía cercana a la historia de la ciencia, representada por Martial Gueroult y Jules Vuillemin, y la epistemología enseñada por Gaston Bachelard y Georges Canguilhem.
Hacia 1953, bajo la dirección de Henri Gouhier, presentó una tesis sobre las Animadversiones de Leibniz. Además, siguió el seminario de Éric Weil en la École Pratique des Hautes Études sobre la Filosofía del Derecho de Hegel. Profesor de Filosofía en 1954, se matriculó con Canguilhem para una tesis filosófica sobre la estructura temporal de la vida emocional, que abandonó en 1957 para dedicarse a los estudios sociológicos.

### Inicio de su carrera
Bourdieu debió cumplir con el servicio militar. Después de negarse a recibir una formación como oficial de reserva de Cadetes, fue transferido primero a Versalles en el servicio de las fuerzas psicológicas. Sin embargo, encontraron en su poder un número censurado de L'Express sobre la cuestión argelina, por lo que perdió su puesto por razones disciplinarias. Pronto se le embarcó con jóvenes reclutas hacia Argelia como parte de las fuerzas de pacificación, para prestar allí el servicio militar más completo, que duraba de dos a siete años. Debido a sus habilidades de escritura, se desempeñó en la administración de la Asamblea General de Residencia, bajo el mando de Robert Lacoste. Desde 1958 hasta 1960, continuó sus estudios en Argelia y se convirtió en un asistente en la Facultad de Letras de Argel.

### Argelia, el paso a la sociología
Este período en Argelia fue decisivo, ya que decidió su carrera de sociólogo. Abandonó «la magnitud de la filosofía insuficiente» y se dedicó a una serie de trabajos sobre la Etnología en Argelia, que lo llevaron a escribir varios libros. Sus primeras investigaciones le llevaron a las regiones de la Cabilia y Collo, bastiones nacionalistas donde la guerra había sido dolorosa. Su 'Sociología de Argelia es la síntesis de los conocimientos existentes sobre estos tres departamentos y se publicó en la colección ¿Qué sé yo? de 1958.
Después de la independencia de Argelia, publicó en 1963 El trabajo y los trabajadores en Argelia, un estudio revelador sobre el trabajo asalariado y la formación del proletariado urbano en Argelia, en colaboración con Alain Darbel, Jean-Paul Rivet y Claude Seibel. En 1964 publicó El desarraigo. La crisis de la agricultura tradicional en Argelia, junto con su amigo argelino Abdelmalek Sayad, sobre la destrucción de la agricultura y la sociedad tradicional y la política de agrupar a la población seguida por el ejército francés. Después de su regreso a Francia, aprovechó las vacaciones escolares para recoger nuevos datos sobre Argelia, urbana y rural en el momento.
Su trabajo etnológico sobre Cabilia no se detuvo incluso después de haber dejado de ir allí, y continuó alimentando el trabajo antropológico de Pierre Bourdieu. Su principal obra sobre teoría de la acción Esbozo de una teoría de la práctica (1972) y El sentido práctico (1980) nacieron de una reflexión antropológica sobre la sociedad cabila tradicional. Del mismo modo, su trabajo sobre las relaciones de género, La dominación masculina (1998) se basa en un análisis de los mecanismos de reproducción de la dominación masculina en la sociedad tradicional de Cabilia.

### Científico y universitario
En 1960, regresó a París para convertirse en asistente de Raymond Aron de la Universidad de París. Aron también lo hizo secretario del Centro de Sociología Europea, institución de investigación que fundó en 1959, desde el resto de las estructuras de la posguerra y con la financiación de la Fundación Ford.
El joven asistente de Raymond Aron consiguió un trabajo como profesor en la Universidad de Lille, que ocupó hasta 1964, sin dejar de intervenir en París como parte de cursos y seminarios. En Lille, se encontró de nuevo con Éric Weil y conoció al historiador Pierre Vidal-Naquet y especialmente al hermeneuta, filólogo clásico y germanista Jean Bollack de quien se convirtió en un amigo leal.
En 1962, se casó con Marie-Claire Brizard, con quien tuvo tres hijos: Jerónimo, Emmanuel y Lauren. A mediados de 1960, se trasladó con su familia a Antony, un suburbio al sur de París. La familia marchó a Béarn durante las vacaciones escolares. Pierre Bourdieu estaba interesado en el Tour de Francia y en  deportes como el tenis o el rugby.

### Escuela de Hautes Études
En 1964, se unió a la Escuela Práctica de Altos Estudios, luego estudió en 1975 en la Escuela de Hautes Études en Ciencias Sociales (EHESS), esta última nacida de la autonomía de un sector de la EHESS. El mismo año, comenzó su colaboración con Jean-Claude Passeron, que lo llevó a la publicación del libro Los herederos, que fue un gran éxito y le ayudó a convertirse en un sociólogo famoso.
A partir de 1965, con la obra Un arte medio. Ensayos sobre los usos sociales de la fotografía, seguida en 1966 por El amor al arte, Pierre Bourdieu llevó a cabo una serie de estudios sobre las prácticas culturales, que ocuparon una parte esencial de su obra sociológica en la década siguiente y dieron lugar a la publicación en 1979 de La Distinción: Una crítica social del juicio, que es su obra más conocida e importante en el campo sociológico.

### Jefe del centro de investigación
Tras los acontecimientos de mayo de 1968, rompió con su maestro Raymond Aron, el pensador liberal que desaprobó ese movimiento social. Fundó entonces el Centro de Sociología de la Educación y la Cultura, que se separó del Centro de Sociología Europea. El mismo año publicó con Jean-Claude Chamboredon  y Jean-Claude Passeron, El oficio de sociólogo, con una selección de textos de autores sobre los métodos de la sociología.
En 1985, se convirtió en director del Centro de Sociología Europea, que a partir de ahí se fusionó con el Centro de Sociología de Educación y Cultura. La preservación de la estructura de las misiones de ambas entidades estuvo dirigida por su alumno Remi Lenoir.
La aceptación de la obra de Pierre Bourdieu creció gradualmente en el centro de la sociología francesa. La década de 1970 vio el surgimiento de un reconocimiento anglosajón que luego se extendió a Alemania, a través de la obra de Joseph Jurt, tras más de una década.

### Colegio de Francia
Gracias al apoyo de André Miquel, se convirtió en profesor en el Colegio de Francia en 1981. Fue el primer sociólogo en recibir la medalla de oro del CNRS en 1993. Podemos destacar la paradoja de un hombre que vivió continuamente en el margen de las instituciones académicas dominantes, comenzando un estudio crítico, por ejemplo, en Homo academicus.

### Editor
En paralelo a su carrera académica, encabezó una importante empresa editorial, lo que le permitió extender sus ideas. En 1964, se convirtió en editor de la colección «Le sens commun» con Les Éditions de Minuit. Hasta 1992, Bourdieu publicó la mayor parte de sus libros, así como las de los académicos influenciados por él, por lo tanto, promovía la difusión de su pensamiento. También publicó clásicos de las ciencias sociales (Durkheim, Mauss, etc.); o la filosofía (Ernst Cassirer, Erwin Panofsky, etc.). La colección reveló a los lectores franceses los principales sociólogos norteamericanos (las traducciones de Erving Goffman). Después de su paso por Seuil, fundó la colección Liber.
En 1975 crea, sobre todo con el apoyo de Fernand Braudel, la revista Actes de la recherche en sciences sociales, que dirigió hasta su muerte. Esta publicación es una exposición de su obra y la de sus estudiantes. Se diferencia de las tradicionales revistas académicas a través de la utilización de numerosas ilustraciones, su gran tamaño y su diseño.
En 1995, como resultado de los movimientos sociales y peticiones de noviembre a diciembre en Francia, fundó una editorial, Raisons d’agir (las razones para actuar), tanto activista como académica, que publicó trabajos de jóvenes investigadores críticos del neoliberalismo.
Su producción es muy extensa. Así, en 1970 aparece Fondements d’une théorie de la violence symbolique. Reproduction culturelle et reproduction sociale, escrita con Jean-Claude Passeron; tres años después, en 1976, Le système des grandes écoles et la reproduction de la classe dominante. Además, entre otras muchas obras, publica La distinction. Critique sociale du jugement (1979), Ce que parler veut dire. L'économie des échanges linguistiques (1982), Homo academicus (1984), La Noblesse d'état. Grandes écoles et esprit de corps (1989), Les règles de l'art. Genèse et structure du champ littéraire (1992), pero alcanza su mayor éxito con La misère du monde (1993), donde denuncia el sufrimiento social, que bebe en las fuentes marxistas y en el pensamiento de Michel Foucault, y traza, en una combinación de sociología y antropología social, la radiografía de la exclusión social, de los desheredados de la modernización, del progreso tecnológico y de la globalización.
El discurso de Bourdieu, que ya se había manifestado con matices críticos antes de mayo del 68, se acentúa en los últimos años de su vida con nuevas argumentaciones contra el neoliberalismo y en favor de la sociedad civil y del naciente Foro Social Mundial, participando cerca de los sindicatos, de las organizaciones no gubernamentales, de los emigrantes y de las asociaciones cívicas contra las posiciones neoliberales que nutrían el discurso de la sociedad llamada postmoderna. Bourdieu fue uno de los fundadores de la editorial Liber-Raisons d'agir, impulsora del movimiento Attac. Falleció, como consecuencia de un cáncer, en 2002.

## Pensamiento
Fue uno de los sociólogos más importantes de la segunda mitad del siglo XX. Sus ideas fueron relevantes tanto en teoría social como en sociología empírica, especialmente en la sociología de la cultura, de la educación y de los estilos de vida. Su teoría destaca, por ser un intento de superar la dualidad tradicional en sociología entre las estructuras sociales y el objetivismo (fisicalismo), por un lado, frente a la acción social y el subjetivismo (hermenéutica), por otro lado. Para ello se dota de dos conceptos nuevos, el habitus y el campo así como reinventa uno ya establecido, el capital.
Por habitus entiende las formas de obrar, pensar y sentir que están originadas por la posición que una persona ocupa en la estructura social. En cuanto al campo, es el espacio social que se constituye con instituciones especificas y leyes de funcionamiento propias. Esos espacios están ocupados por agentes con distintos habitus, y con capitales distintos, que compiten tanto por los recursos materiales como simbólicos del campo. Estos capitales, aparte del capital económico, están formados por el capital cultural, el capital social, y por cualquier tipo de capital que sea percibido como «natural», forma esta del capital que denomina capital simbólico. Los agentes, con el habitus que es propio dada su posición social, y con los recursos de que disponen, «juegan» en los distintos campos sociales, y en este juego contribuyen a reproducir y transformar la estructura social. La obra en la que presenta de forma más sistemática su teoría es El sentido práctico (publicada en castellano por la editorial Taurus).
En su trabajo empírico destaca especialmente toda su labor de crítica de la cultura, mostrando que la distinción cultural no es más que una forma encubierta de dominación, a la que denominó complicidad ontólogica entre el campo y el habitus. Esta crítica no le lleva al cinismo ante las manifestaciones de la alta cultura, sino a considerar que todos deberían tener igual acceso a la misma.
Su papel como intelectual cobró plena vigencia a partir de la segunda mitad de la década de los noventa en Francia, siendo sus declaraciones objeto de viva polémica, por mantener posiciones muy críticas tanto con respecto a los medios de comunicación (véase «Sobre la televisión») como con respecto a la política en general. Propuso y fue fundador del parlamento de los escritores, una asociación pensada para dar a los intelectuales mayor autonomía sobre su trabajo, y de esta forma poder criticar y controlar al poder al margen de sus medios de difusión de la cultura.
*Sobre su teoría del campo literario, véase el apartado correspondiente en Sociocrítica

## Conceptos básicos

Espacio social y prácticas sociales según Pierre Bourdieu.

La teoría de Bourdieu está constituida por un conjunto de conceptos relacionados entre sí y que solo se entienden en relación con otros. El punto de partida del análisis de lo social es el momento objetivista o de la indagación, en el cual nos abocamos a caracterizar las estructuras sociales externas, lo objetivo, lo social hecho cosa. El segundo momento del análisis será el subjetivista, la consideración de las estructuras sociales internas, subjetivas, o lo social hecho cuerpo.

### Habitus
Bourdieu sugiere que los esquemas de pensamiento, percepción y acción se revelan con base en una cierta génesis social, lo que determina la adquisición de ciertos hábitos que permanecen anclados a los espacios del campo social o grupos en los que el agente se desenvuelve. El habitus es la subjetividad socializada, es la generación de prácticas que están limitadas por las condiciones sociales que las sostienen, es la forma en que las estructuras sociales se graban en nuestro cuerpo y nuestra mente, y forman las estructuras de nuestra subjetividad (socialización) es, en otras palabras, un sistema de disposiciones para actuar, pensar, sentir de una forma determinada que yo he interiorizado a lo largo de la historia. Aparentemente el habitus pareciera algo innato, aunque se forma a partir de esquemas de percepción y valoración de una estructura social. Hace referencia a aquello que se ha adquirido y se incorpora en el cuerpo de forma duradera. Con esta concepción Bourdieu intenta romper con el dualismo existente hasta el momento entre el fisicalismo objetivista sin sujeto y el subjetivismo fenomenológico sin estructura.
Es el punto en el que convergen la sociedad y el individuo, pues es una ola, que por un lado nos dice la manera a ser, o es la manera en la que uno ya ha asimilado -tal vez de manera inconsciente- sus patrones y la voluntad propia y de querer, o no, modificar ese habitus. Es el producto de una "empresa" de aprendizaje, que todos los campos sociales utilizan para ejercer control y apropiación.
El habitus de clase vendría siendo la posición del agente dentro de la estructura de una clase social, donde el individuo contribuye a la producción y reproducción de este mismo sistema de relaciones entre las clases. No es un simple estilo de vida que se deriva de pertenecer a una clase sino que implica la totalidad de nuestros actos y pensamientos, pues es la base con la cual tomamos determinadas decisiones. La base de todas nuestras acciones es el mismo habitus de clase. Es el pilar que conforma el mero conjunto de conductas y juicios aprendidos aunque pareciese que es lo «natural», como lo llama Bourdieu, en nosotros: nuestros gestos, gustos, lenguaje, etc. Por ello las personas de determinadas clases sociales comparten los mismos gustos que aquellos que se encuentran en su mismo habitus social, estas afinidades electivas.

### Campo
El mundo social en las sociedades modernas, para Bourdieu, aparece dividido en lo que llama campos. Parece, en efecto, que la diferenciación de las actividades sociales condujo a la creación de «subespacios sociales», como el artístico o el campo político, que se especializan en el desempeño de una determinada actividad social. Estos campos tienen una autonomía relativa en la sociedad en su conjunto y son jerárquicos. Una competencia dinámica proviene de las luchas sostenidas por los agentes sociales a ocupar las posiciones dominantes. Por lo tanto, como en el análisis marxista, Bourdieu hace hincapié en la importancia de la lucha y el conflicto en el funcionamiento de la sociedad. Pero para él, estos conflictos se llevan a cabo principalmente en distintos ámbitos sociales, enraizados en sus respectivas jerarquías, y se basan en la oposición entre los agentes dominantes y dominados.

El campo es una red de relaciones objetivas entre posiciones objetivamente definidas –en su existencia y en las determinaciones que ellas imponen a sus ocupantes- por su situación (situs) actual y potencial en la estructura de las distribuciones de las especies de capital (o de poder) cuya posición impone la obtención de beneficios específicos puestos en juego en el campo y, a la vez, por su relación objetiva con las otras posiciones.

Los campos sociales son espacios de juego históricamente constituidos con sus instituciones específicas y sus leyes de funcionamiento propias.

### Campo, dominante y dominado
El campo es base de:
- La existencia de un capital común (conocimientos, habilidades, poder, etc.). Por tanto se produce:
- La lucha por su apropiación. Las personas con un interés común se movilizan para lograr sus objetivos. Por eso:
- Los campos son dinámicos, no estáticos. Producen:
- Una jerarquización entre quienes detentan el capital y aquellos que aspiran a tenerlo.
- Existen dos niveles de análisis posibles: sincrónico y diacrónico

Los campos son las distintas configuraciones de clases o relaciones sociales, donde se unen para relacionarse. Bourdieu lo explicaba como si fuera una red, donde las relaciones son necesarias. Estas relaciones con su respectiva razón de ser y también con su estatus social que los hace relacionarse de tal o cual manera.
Para situar a los individuos con más claridad en los campos, Bourdieu propone que situemos a los individuos en un mapa. Estas posiciones de los individuos funcionan con parejas de oposiciones, p, ej: pobre/rico, valiente/cobarde. Así podemos analizar las diferencias en los individuos, según el campo en el que se encuentren, con más facilidad.
La idea de campo en Bourdieu nos permite conocer las relaciones objetivas de los agentes, nos permite saber sus posiciones y de esa manera conocer el grado de desigualdad existente. La posición de los agentes está en función de los capitales con que cuenta. Cuanto mayor capital acumular, mejor será la posición del agente en el campo.
Un campo se diferencia de otro porque tiene ciertas características y porque su carácter dinámico sufre transformaciones a lo largo del tiempo. Además, tiene ciertas propiedades que lo diferencias de otros.
Los campos tienen leyes de funcionamiento que no cambian con el tiempo, leyes generales y que son válidas en todos ellos. Los campos nos muestran posiciones y relaciones de posiciones. 
Por otro lado, un campo se define en función de lo que se está jugando y los intereses que se crean en torno al mismo.  Cada campo genera un interés, que atrae al agente y que es necesario para que funcione el mismo.
Si vemos al campo social como un campo de luchas no se debe olvidar que los agentes involucrados en las mismas tienen en común un cierto número de intereses. Al hablar de luchas permanentes, de acumulación de capital, de estado de las relaciones de fuerzas, estamos teniendo en cuenta a los campos sociales en su aspecto histórico. 
En los campos se producen constantes definiciones y redefiniciones con los demás campos, lo que lleva una redefinición de los límites de la autonomía relativa de cada uno de ellos.
Es necesario considerar al capital que se está en juego porque distingue un campo de otro. Podemos pensar al capital como aquellos bienes que con el transcurso del tiempo el agente va acumulando y que se producen, se distribuyen, se consumen o pueden perderse. No hablamos del campo económico sino de otros campos.

### Condicionamiento
Pareciera en primera instancia, que al estar en determinado campo y ya estando dentro de éste,  nos comportamos de una manera específica, gracias al habitus, por lo que nos encontraríamos determinados. Pero él diría, que solo estamos condicionados. Y es aquí por lo que hace la analogía del juego, este «juego social» y es que existen ciertas reglas y casillas por las que te puedes mover, según tu posicionamiento y la pieza que te toca jugar. Te limita estar en cierta posición pero, dentro de lo posible, cada uno es capaz de decidir su propio movimiento.

### Illusio
Bourdieu nos dice que competimos despiadadamente, incluso aunque no conozcamos las reglas ni las fronteras de nuestro juego. El hecho de estar en este juego y de jugarlo sin siquiera saber por qué lo jugamos es la illusio, que es una mera ilusión de lo que son nuestras pautas de conducta como modelos únicos a seguir. Es la creencia en el juego por parte de las dos posiciones que se disputan un tema en particular.

### Capital
Para Bourdieu, capital es todo aquello que pueda entrar en las "apuestas" de
los actores sociales, que es un "instrumento de apropiación de las oportunidades teóricamente
ofrecidas a todos", o toda "energía social" susceptible de producir efectos en
la competencia social (Id.). Son cuatro los tipos de capital: económico, cultural, social y simbólico. El capital económico son las diversas formas de acumular el dinero, mediante billetes, apuntes contables, bonos, etc. El capital cultural es cualquier elemento cultural empleado para discriminar, excluir o apropiarse de una mayor cantidad de recursos o/y oportunidades que ofrece una sociedad. Se manifiesta en diversas formas, como incorporado en el propio cuerpo (hablar con la norma culta de una lengua, saber leer y escribir...), institucionalizado (certificados educativos, premios culturales...) y objetivado en bienes culturales (libros, cuadros... pero no en el objeto en sí, sino en la capacidad para disfrutar de la cultura incorporada en el objeto: no es el libro en sí, sino la capacidad y el disfrute proporcionado por el libro poseído). El Capital social para Bourdieu, es el acceso que se consigue a los diferentes recursos que detentan otras personas gracias a participar en redes de confianza con ellas.
Cualquier forma de capital es susceptible de transformarse en capital simbólico, en tanto que su posesión es reconocida como legítima. El capital simbólico es la naturalización de las relaciones de dominación social que permiten la acumulación de capital y el ejercicio de poder y acaparamiento que pueden realizar quienes lo detentan. “Cualquier diferencia reconocida, aceptada como legítima, funciona por eso mismo como un capital simbólico”.
En las diversas formas de capital podemos apreciar dos dimensiones: el criterio subjetivo de acumulación y su institucionalización. En cuanto al criterio subjetivo, de por qué la persona acumula, hay dos principios opuestos: interés y desinterés. El capital económico se acumula normalmente por el interés, mientras que el cultural cuenta con mayor presencia la lógica del desinterés, del don (economía del don), de la búsqueda de prestigio ("el arte por el arte", "el dinero lo corrompe todo"). 
Además, las diversas formas del capital se diferencian según su grado de institucionalización, es decir, de unas normas claras mediante las que producen sus efectos, que pueden incluso ser reconocidos por el Estado, como sucede con el dinero (capital económico), la familia (capital social) o la educación (los títulos educativos como capital cultural institucionalizado). 
Cada persona cuenta con una estructura de capital, que depende del volumen que detenta de cada una de las formas de capital, de la composición relativa (de qué tipo tiene más) y de cómo ha sido su trayectoria social para acumular esas formas de capital.
Se debate si el uso que hace Bourdieu del concepto capital es abusivo, y cabría entenderlo como una simple metáfora, con el objetivo de imbuir prestigio a su teoría, o realmente está hablando de capital, en el sentido de Marx.

### Poder
El poder es la capacidad de un agente de imponer su voluntad a otro. Por tanto, es relacional, siempre se da al menos entre dos agentes. Las luchas por la acumulación de capital en última instancia son luchas por la acumulación de poder. Ahora bien, cada forma de capital es efectiva solo en ciertos campos. Por ejemplo, el capital cultural puede ser muy importante para progresar en una gran empresa, pero es casi irrelevante para progresar en el ámbito del deporte. Por tanto, una persona puede acumular mucho capital específico en un campo, y detentar gran poder en ese campo, pero no lo puede trasladar directarmente a otro campo. En todo caso, necesita realizar un trabajo de elaboración, una "alquimia social", para que el poder acumulado en un campo tenga efectos en otro campo. Por ejemplo, [Donald Trump] tiene mucho capital económico, pero para convertirlo en capital político ha necesitado apoyar económicamente a medios de comunicación para que hablen bien de él. El dinero ejerce su efecto transformándose en noticias y opiniones cualificadas.

## Análisis de campos

### Arte y cultura
Bourdieu es considerado un sociólogo de la cultura, a este respecto analiza la cultura desde la perspectiva de los campos en donde establece que las clases se diferencian por su relación con la producción, por la propiedad de ciertos bienes, pero también por el aspecto simbólico del consumo. En este caso la clase hegemónica se perpetúa en el campo económico, pero se legitima en el campo cultural.
La estética más legitimada en nuestra cultura es la burguesa aunque también existe la estética de los sectores medio y la estética popular. Sin embargo, las consideradas obras de arte no son más que un objeto que existe solo en la creencia colectiva de quienes la reconocen como tal. El valor que se le atribuye a la obra de arte aumenta conforme se legitime en la estética dominante y en el colectivo de artistas que aceptan dichas reglas de jerarquización.
Para compartir la disposición estética de las obras culturales se debe contar con un entrenamiento sensible de clase a las cuales se accede a través de las posiciones en el campo. Participar del goce de las obras de arte manifiesta una posición privilegiada en el espacio social. Las prácticas culturales burguesas tratan de simular que sus privilegios se justifican por algo más estético y noble que el capital, eso es la cultura.
Para Bourdieu, la desigualdad social no está tanto en considerar si unas obras de arte son mejores que otras, sino en no dar a todo el mundo el acceso a esas condiciones de posibilidad de disfrute del arte. A diferencia del pensamiento relativista o posmoderno sí cree en el valor del arte. Su trabajo, como en Las Reglas del Arte, está orientado a mostrar los mecanismos por los cuales opera de forma simultánea la consagración de una obra de arte como la exclusión de la población a los medios necesarios para su disfrute, como el acceso a la educación y una vida sin serios problemas materiales. No se trata de considerar que todos los productos culturales tienen el mismo valor, sino de crear las condiciones para que todo el mundo pueda acceder a ellos en igualdad de condiciones:. "De hecho, la universidalidad de los estetas es producto del privilegio; tienen el monopolio de lo universal. Y se trata por luchar por universalizar el acceso a lo universal. [...] El gusto es un producto de la historia; lo que no quiere decir que, por la lógica misma de la historia, no sea posible sustraerse a la historicidad. Simplemente, este universal sólo puede ser conquistado en la historia por gente que se apropia, al mismo tiempo, de las condiciones económicas y sociales de apropiación de lo universal [...] lo universal es monopolizado de entrada" (página 251) Por tanto, Bourdieu no critica la cultura universal como pura arbitrariedad de clase social o de otro grupo hegemónico, sino que el acceso a ella sea desigual.

### Medios de comunicación
Durante la década de 1990, Pierre Bourdieu se interesó por los medios. Su sociología de los medios se construyó principalmente en torno a la cuestión de la televisión, sobre la cual toma una visión muy crítica. En un enfoque que es menos académico que en el resto de su trabajo, Bourdieu desarrolla un análisis del papel de este medio en la esfera social y política, dando lugar a varias publicaciones, incluyendo el libro Sobre la televisión (1996).
Tras las huelgas de 1995-1996, Pierre Bourdieu es invitado por Daniel Schneidermann en el programa de televisión Arrêt sur images junto a los periodistas Jean-Marie Cavada y Guillaume Durand, donde se le propone criticar el sistema de televisión a través de extractos de sus emisiones. Considerado atrapado por la «mecánica» de este medio, volverá a su propio pasaje televisado en un artículo polémico que conducirá a un acalorado intercambio con el moderador, Daniel Schneidermann.

### Opinión pública
Para Bourdieu, la opinión pública (conformada a través de encuestas de opinión) no existe ya que esta se encuentra manipulada y es explícitamente formulada por grupos de poder que a través de los medios de comunicación masivos imponen sus intereses en la palestra pública.
La encuesta de opinión para Bourdieu es, en el estado actual, un instrumento de acción política; su función más importante consiste, quizá, en imponer la ilusión de que existe una opinión pública como sumatoria puramente aditiva de opiniones individuales; en imponer la idea de que existe algo que sería como la media de las opiniones o la opinión media.

### Ciencia y objetividad
Bourdieu sostenía que una objetividad trascendental puede ser posible cuando se cumplen ciertas condiciones históricas necesarias. El campo científico ideal de Bourdieu es el que otorga a sus participantes un interés o inversión en la objetividad. Además, este campo científico ideal es aquel en el que el grado de autonomía del campo avanza y -en un proceso correspondiente- su «cuota de entrada» se vuelve cada vez más estricta. El campo científico implica escrutinio intersubjetivo riguroso de teoría y datos. Esto debería dificultar que aquellos fuera del campo aporten, por ejemplo, influencia política.
Sin embargo, la autonomía del campo científico no se puede dar por sentada. Una parte importante de la teoría de Bourdieu es que el desarrollo histórico de un campo científico, suficientemente autónomo para describirse como tal y para producir un trabajo objetivo, es un logro que requiere una reproducción continua. Habiendo sido alcanzado, no se puede suponer que sea seguro. Bourdieu no descarta la posibilidad de que el campo científico pierda su autonomía y por lo tanto se deteriore, perdiendo su característica definitoria como productor de trabajo objetivo. De esta manera, las condiciones de posibilidad para la producción de la objetividad trascendental podrían surgir y luego desaparecer.

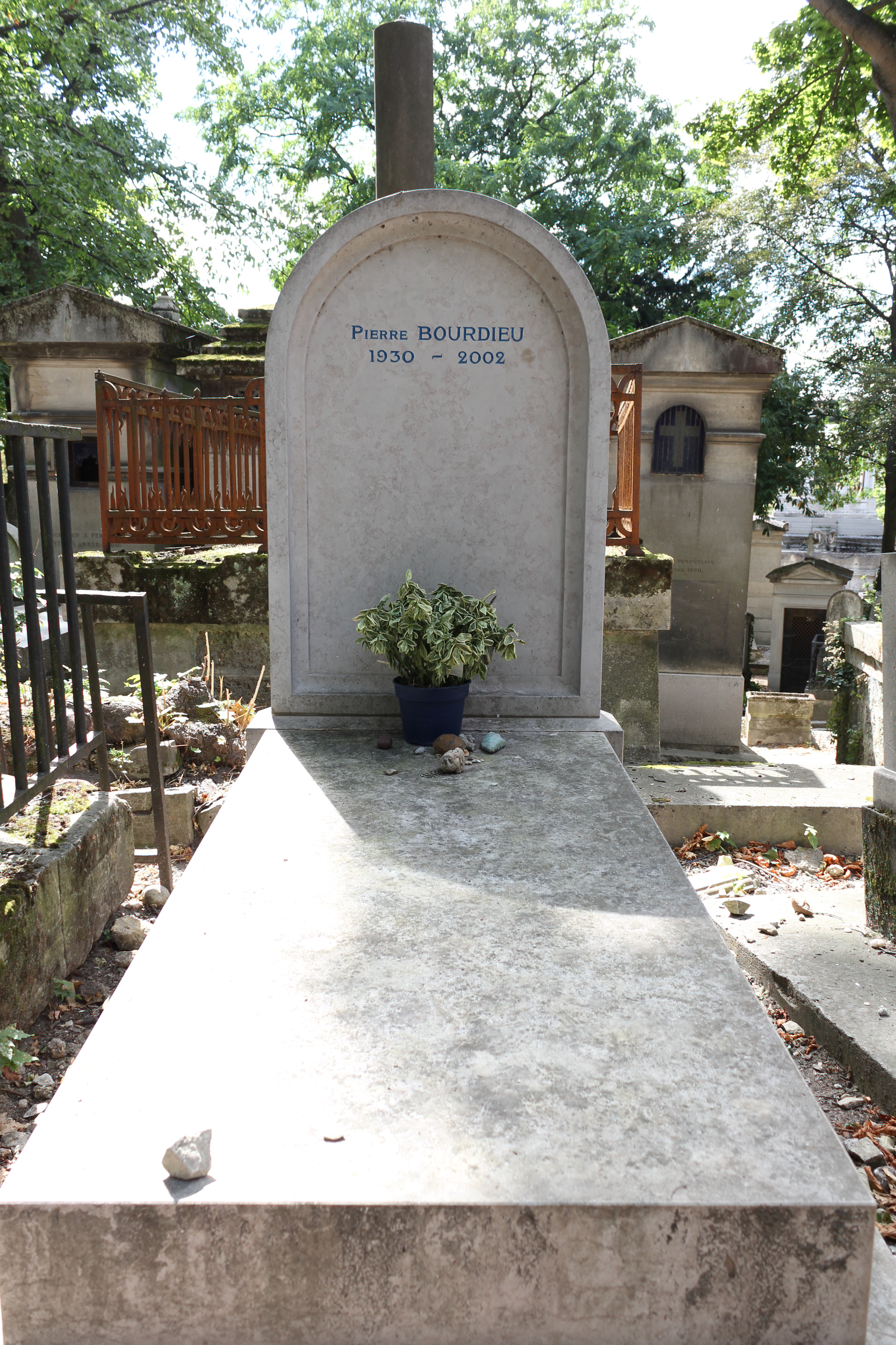
Sepultura de Pierre Bourdieu (1930-2002)

## Legado
Bourdieu «fue, para muchos, el principal intelectual de la Francia actual ... un pensador del mismo rango que Sartre, Foucault, Barthes, Derrida, Deleuze, y Lacan». Sus obras han sido traducidas a dos docenas de idiomas y han afectado toda la gama de disciplinas en las ciencias sociales y las humanidades. También se han utilizado en pedagogía. Varios de sus trabajos son considerados clásicos, no solo en sociología, sino también en antropología, educación y estudios culturales. La Distinción: Una crítica social del juicio, su obra más conocida e influyente, se encuentra entre las diez obras más importantes del siglo XX en la clasificación establecida por la Asociación Internacional de Sociología. Las Reglas de Arte también ha afectado significativamente a la sociología, la historia, la literatura y la estética.
En Francia, Bourdieu no fue visto como un académico de la «torre de marfil», sino como un activista apasionado para aquellos a quienes creía subordinados por la sociedad. En 2001, un documental sobre Bourdieu -La sociología es un deporte de combate- «se convirtió en un éxito inesperado en París. Su título mismo enfatizaba cuánto de un intelectual políticamente comprometido era Bourdieu, tomando el manto de Émile Zola y Jean-Paul Sartre en la vida pública francesa». Para Bourdieu, la sociología era un esfuerzo combativo, exponiendo las estructuras no percibidas debajo de las prácticas y el pensamiento de los agentes sociales. Vio la sociología como un medio para enfrentar la violencia simbólica y exponer aquellas áreas invisibles donde uno podría ser libre.
El trabajo de Bourdieu sigue siendo influyente. Su trabajo es ampliamente citado y muchos sociólogos y científicos sociales trabajan explícitamente en un marco bourdieusiano. Un ejemplo es Loïc Wacquant, quien persistentemente aplica sus principios teóricos y metodológicos en ambientes como el boxeo, empleando lo que Bourdieu denominó objetivación participante, lo que Wacquant llama «sociología carnal». Además de publicar un libro sobre la influencia duradera de Bourdieu, el novelista Édouard Louis utiliza el legado de Pierre Bourdieu como un recurso literario. Otro ejemplo de la influencia de Bourdieu se encuentra en las investigaciones de Luc Boltanski, quien por su parte intentó además superar algunas limitaciones que, según él, estaban presentes en la propuesta sociológica de Bourdieu.
Bourdieu también jugó un papel crucial en la popularización del análisis de correspondencias y particularmente en el análisis de correspondencias múltiples. Bourdieu sostuvo que estas técnicas geométricas de análisis de datos son, como su sociología, intrínsecamente relacionales. «Utilizo mucho el análisis de correspondencias, porque creo que es esencialmente un procedimiento relacional cuya filosofía expresa plenamente lo que en mi opinión constituye la realidad social. Es un procedimiento que 'piensa' en las relaciones, ya que trato de hacerlo con el concepto de campo», dijo Bourdieu, en el prefacio de El oficio de sociólogo.

### La sociología es un deporte de combate
La Sociologie est un sport de combat (2000), es un documental que narra la vida académica del sociólogo. Filmado durante tres años, el director Pierre Carles sigue a Bourdieu mientras asiste a conferencias, reuniones políticas, se reúne con sus estudiantes y equipo de investigación en París.